# Cautires griseus
Cautires griseus – gatunek chrząszcza z rodziny karmazynkowatych i podrodziny Lycinae.
Gatunek ten opisany został po raz pierwszy w 1930 roku przez Richarda Kleine. Jako miejsce typowe wskazano Doherty w malezyjskim stanie Perak. Holotyp zdeponowano w Muzeum Historii Naturalnej w Londynie.
Chrząszcz o grzbietobrzusznie spłaszczonym i słabo zesklerotyzowanym ciele długości 6,7 mm. Czułki u samicy są ostro piłkowane, u samca zaś blaszkowate. Głowa wyposażona jest w oczy złożone o średnicach wynoszących 1,6 ich rozstawu. Przedplecze ma powierzchnię podzieloną listewkami (żeberkami) na co najmniej kilka komórek (areoli). Na powierzchni przedplecza rośnie brązowej barwy owłosienie. Pokrywy mają po cztery żeberka podłużne pierwszorzędowe i po pięć żeberek podłużnych drugorzędowych. Ponadto między tymi żeberkami występują żeberka poprzeczne, dzieląc również powierzchnię pokryw na komórki (areole). Barkowa część pokryw odznacza się jaskrawym ubarwieniem. Genitalia samca cechują się przeciętnie grubym prąciem o równoległych bokach.
Owad orientalny, endemiczny dla Malezji, znany ze stanów Perak, Pahang oraz Kelantan.